# Grant Park
Pour les articles homonymes, voir Grant.
Grant Park (en français : « parc Grant ») est un parc public d'une superficie de 1,29 km2 situé dans le centre-ville de Chicago, dans l'État de l'Illinois aux États-Unis. Appelé Lake Park lors de sa création en 1844, il est renommé Grant Park en 1901 en l'honneur du 18e président des États-Unis Ulysses S. Grant. La superficie du parc est élargie à plusieurs reprises au cours de son histoire par le biais de l'expansion des terres acquise sur le lac Michigan. Le parc a été réaménagé par les architectes-urbanistes Edward H. Bennett et Daniel Burnham, les concepteurs du Plan de Chicago de 1909,. Grant Park est administré par le Chicago Park District.
Depuis 1993, Grant Park est inscrit dans le prestigieux Registre national des lieux historiques (National Register of Historic Places ; NRHP). À ce titre, Grant Park bénéficie d'une protection au titre des lieux historiques et patrimoniaux.
Grant Park offre de nombreuses attractions différentes dans son grand espace ouvert. Il est également traversé par de grands boulevards dont South Columbus Drive. À Grant Park, on peut y voir la célèbre Buckingham Fountain, visiter l'Art Institute of Chicago (en français « Institut d'art de Chicago »), admirer les œuvres monumentales du Millennium Park, et contempler le panorama urbain de Chicago depuis le Museum Campus (qui contient certains des musées les plus prestigieux de la ville tels que le musée Field (en anglais : Field Museum of Natural History), l'aquarium John G. Shedd et le planétarium Adler). Un grand parking souterrain à plusieurs niveaux se trouve dans le coin nord-est du parc.

## Description

### Situation
Grant Park se trouve en plein cœur de Downtown Chicago, principalement dans le secteur financier du Loop dont le parc constitue sa partie Est, et dans le secteur de Near South Side au sud-est (dans lequel il déborde légèrement et constitue environ 1/10e de Grant Park). Il est délimité par le quartier de New Eastside au nord (East Randolph Street), Michigan Avenue à l'ouest, la marina de DuSable Harbor sur le lac Michigan à l'est (Lake Shore Drive), et Roosevelt Road au sud. Grant Park comprend l'intégralité du Millennium Park, dans sa partie nord-ouest, et le Museum Campus, dans sa partie sud-est.

### Historique

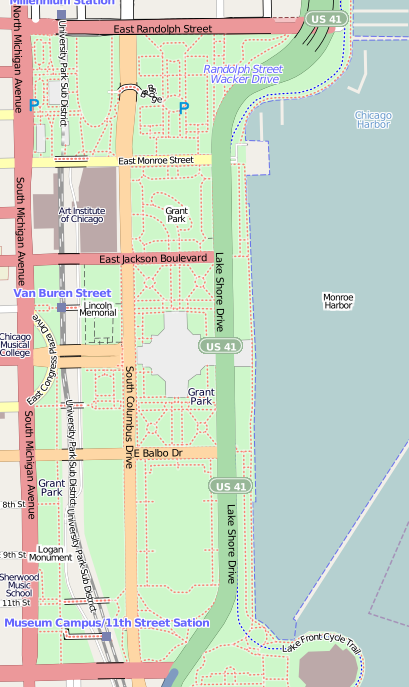
Plan de Grant Park.

En 1835, les habitants cherchent à protéger l'espace le long du lac Michigan de l'urbanisation. La ville créé un premier parc le 29 avril 1844. Avec les gravats du grand incendie de 1871, le terrain s'agrandit sur le lac. Officiellement nommé « Lake Park » en 1847, le site commence à souffrir de l'érosion de ses berges situées en bordure du lac. Le 9 octobre 1901, le parc est rebaptisé « Grant Park » en l'honneur du général et 18e président des États-Unis Ulysses S. Grant (1822-1885). Dans le même temps, la ville de Chicago à des projets et envisage des grands travaux d'aménagements.
En 1904, la firme d'architectes-paysagers Olmsted Brothers proposa que le musée Field déménage de son emplacement initial au palais des Beaux-Arts de Chicago et devienne une pièce centrale du parc. Finalement, c'est au Museum Campus que le musée Field fut déplacé. Les célèbres architectes-urbanistes Edward H. Bennett et Daniel Burnham imaginent Grant Park dans leur Plan de Chicago de 1909 comme étant un vaste espace vert et boisé intégrant des musées et des bâtiments municipaux. Cependant, la construction est bloquée par des procès lancés par correspondance par Aaron Montgomery Ward, un entrepreneur de Chicago, qui chercha à protéger le caractère épuré et ouvert de Grant Park, à la manière de Central Park. Le seul bâtiment pour lequel Ward ne s'opposa pas fut l'Art Institute of Chicago. En 1911, la Cour suprême de l'Illinois statue en faveur de Ward et les travaux d'aménagement du parc commencent.
En 1934, la commission de South Park est consolidée avec d'autres organismes de gestion des espaces verts de Chicago pour créer le Chicago Park District (CPD), un nouveau département des parcs placé sous la juridiction de la ville. Dès sa création, le CPD poursuit le développement de Grant Park avec l'aide de subventions municipales (principalement) et fédérales. De nouvelles essences d'arbres sont plantées et des jardins sont créés. De nombreuses sculptures et statues se trouvant dans le parc ont été offertes par des organisations et des particuliers. De grands projets, comme ce fut le cas pour le Millennium Park, ont en partie été financés grâce aux dons de personnalités locales, d'hommes d'affaires, d'entrepreneurs et de philanthropes de Chicago.

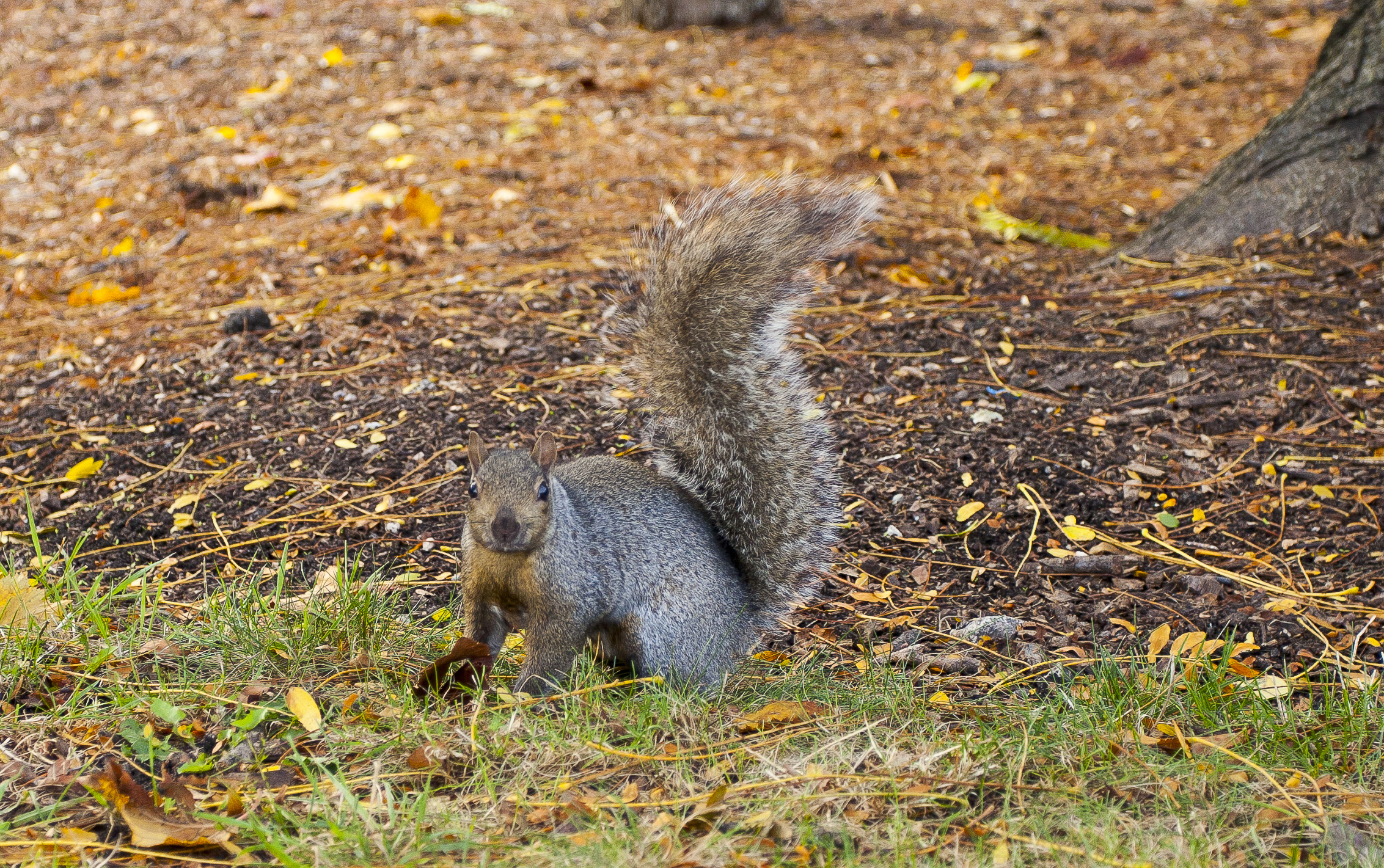
Un écureuil gris dans Grant Park.

Dans les années 1990, les autorités décident d'étendre le parc vers le sud (dans le coin sud-est) pour permettre la transformation et la mise en valeur de l'emplacement des trois institutions dédiées aux sciences naturelles qui se trouvent toutes trois dans ce qui est connu aujourd'hui comme étant le Museum Campus. Avant qu'elle ne soit rattachée à Grant Park, cette zone sur laquelle se trouvent les musées constituait la partie nord de Burnham Park, un parc de 2,42 km2 situé juste au sud. En 1998, les travaux du Museum Campus s'achèvent et le nouveau « parc des musées » est inauguré. Comme pour la plupart des parcs et espaces verts de la ville de Chicago, Grant Park est entretenu par le Chicago Park District. La ville de Chicago est propriétaire de certains éléments de Grant Park (dont les aménagements du Millennium Park, ou encore la Buckingham Fountain entre autres).
En 1997, la ville de Chicago rachète l'emplacement sur lequel se trouvent les anciennes friches ferroviaires de la compagnie Illinois Central Railroad jusqu'alors propriété des chemins de fer. La municipalité projette le réaménagement de cette vaste zone qui constitue aujourd'hui la partie nord du parc (environ 2/10e de Grant Park). Deux grands projets verront le jour sur cet emplacement : le Millennium Park (dans la zone ouest et dont les travaux auront duré de 1999 à 2004), et le Maggie Daley Park, (dans la zone est, un parc aménagé en promenades sous lequel se trouve un vaste parking souterrain).
Enfin, Chicago est le point de départ de la célèbre Route 66. Aujourd'hui déclassifiée, cette route historique joignait, de 1926 à 1985, Chicago à Los Angeles sur une longueur totale est-ouest de 3 670 km. À Chicago, le point de départ officiel a varié selon les périodes, autrefois situé au cœur de Grant Park, à proximité de la Buckingham Fountain, il se trouve aujourd'hui sur Adams Street près de l'Art Institute of Chicago.

### Événements notables

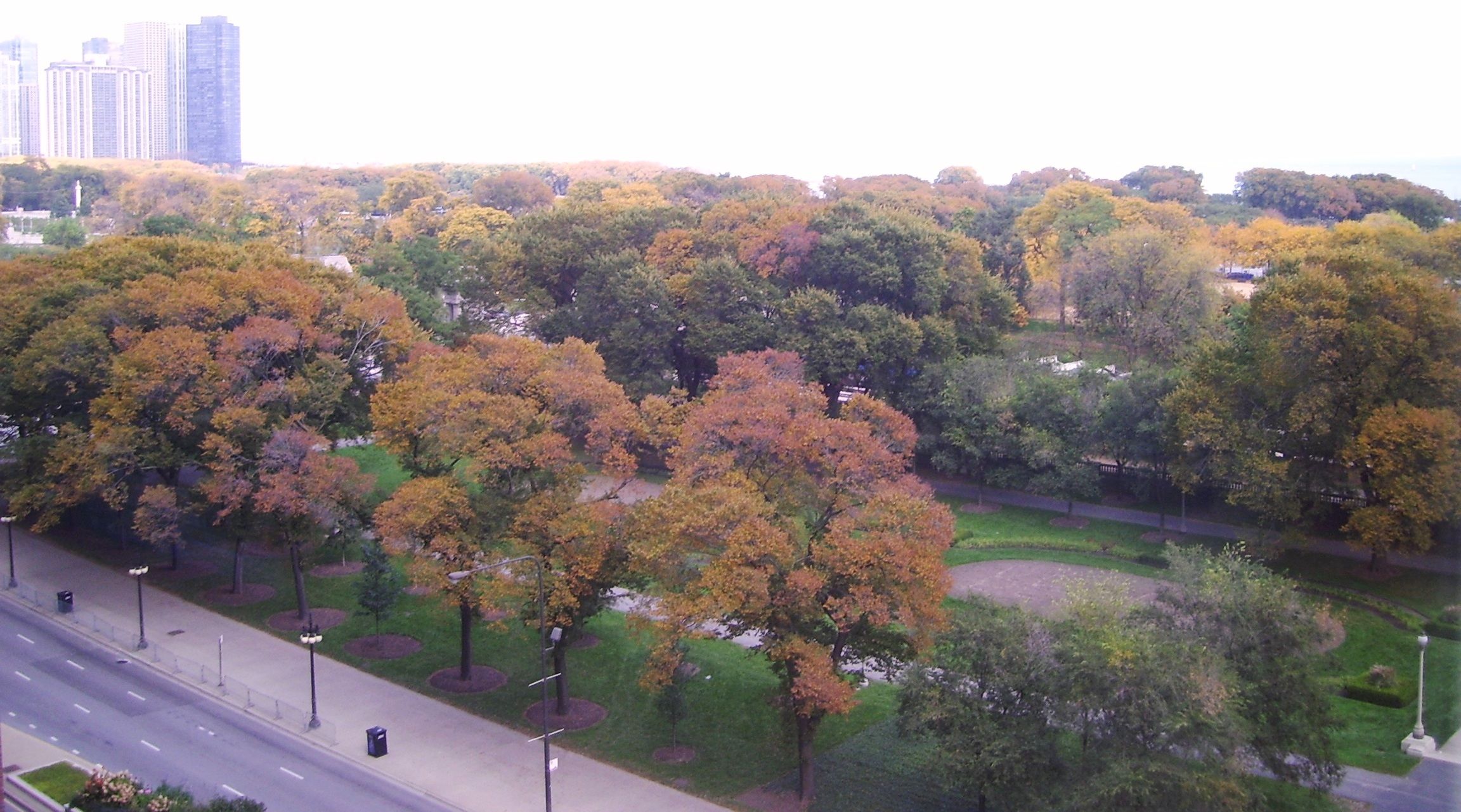
Grant Park en automne.

Depuis de nombreuses années, Grant Park est l'un des endroits les plus importants de Chicago pour les événements politiques, civiques et les célébrations. En 1865, Grant Park servit de lieu de rassemblement le jour du cortège funèbre du président Abraham Lincoln où des milliers de personnes étaient présentes pour lui rendre un dernier hommage. En 1911, le parc a accueilli le Chicago International Aviation Meet, une représentation aéronautique internationale. Lors de la Convention nationale républicaine de juin 1912, le 26e président des États-Unis Theodore Roosevelt, qui séjourna au Congress Plaza Hotel (situé juste en face du parc), s'adressa depuis le balcon de sa chambre à la foule qui s'était rassemblée à Grant Park pour le soutenir. En 1959, pour célébrer l'ouverture de la Voie maritime du Saint-Laurent et la Foire internationale de 1959 (International Trade Fair), une foire liée au commerce, la reine Élisabeth II débarqua à Grant Park à bord du yacht britannique connu sous le nom de Britannia.

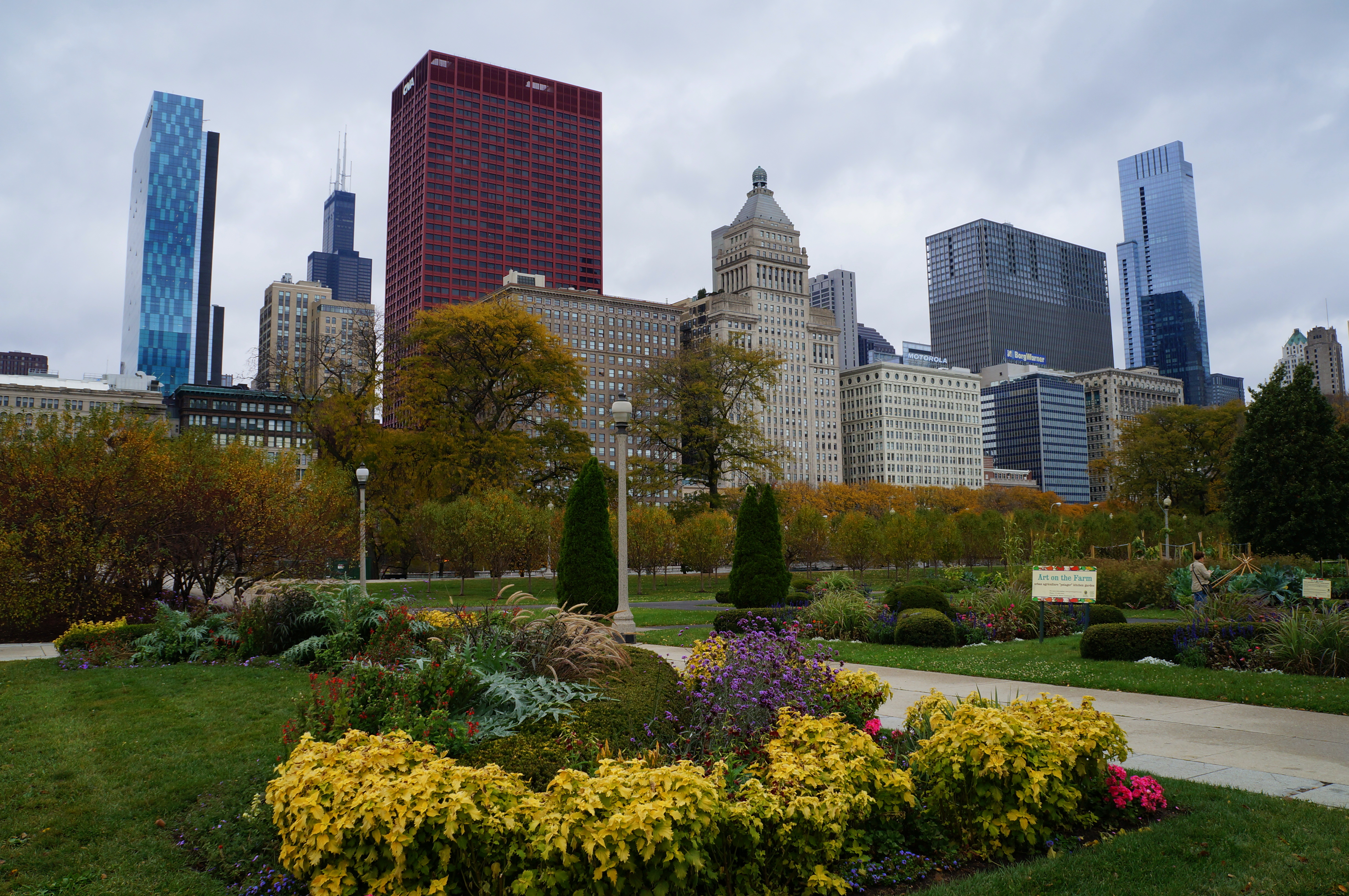
Les gratte-ciel du Loop depuis un jardin de Grant Park.

Entre le 26 et le 29 août 1968, le parc a été le théâtre de violents affrontements entre la police de Chicago et des manifestants pendant la convention nationale démocrate de 1968. Des manifestations pour protester contre les guerres du Viêt Nam (dans les années 1960) et d'Irak (dans les années 2000) s'y sont également déroulées. C'est à Grant Park, qu'en 2008, le 44e président des États-Unis Barack Obama a fait son discours devant des milliers de personnes le soir de son élection. Le 20 mai 2012, lors du 23e sommet de l'OTAN qui s'est tenu à Chicago, des milliers de personnes étaient présentes pour protester contre cette conférence diplomatique. Aujourd'hui, le parc est toujours le lieu où se déroule des événements tels que des manifestations politiques voire des événements festifs comme les feux d'artifice qui ont lieu chaque année pour fêter le réveillon de la Saint-Sylvestre.

## Lieux d'intérêts
En plus d'être doté de plusieurs musées et d'institutions culturelles (l'Art Institute of Chicago et le Museum Campus, qui est composé de trois autres musées), du Millennium Park (qui est en quelque sorte « un parc dans un parc ») avec ses œuvres monumentales, ses promenades et ses salles de spectacles, Grant Park possède également de nombreux jardins fleuris et biens entretenus (le plus important étant le Rose Garden, entourant la Buckingham Fountain) ornés de statues et d'œuvres contemporaines dont des grandes sculptures, d'un grand carré dédié au président Abraham Lincoln (lieu connu sous le nom de Court President, environ 1/6 de Grant Park), de plusieurs courts de tennis, d'un skatepark (le Skate Plaza), de plusieurs terrains de baseball et d'un grand parking souterrain de 2 218 places.

### Millennium Park

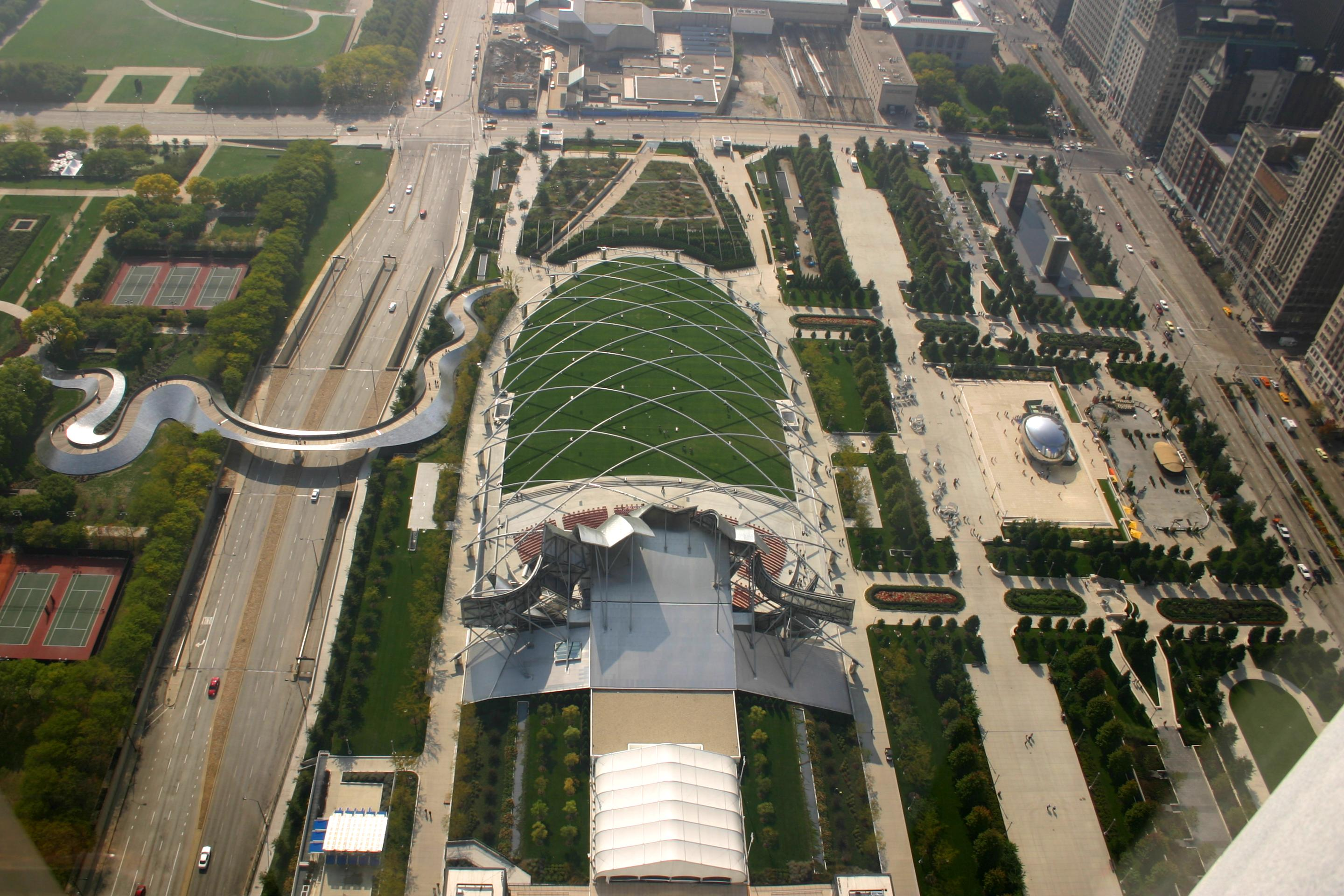
Vue d'ensemble du Millennium Park, avec au centre le pavillon Jay Pritzker, au nord le Lurie Garden, à l'ouest la passerelle BP, à l'est la Cloud Gate, au sud le théâtre Harris, au nord-est la Crown Fountain, et au sud-est le Wrigley Square (depuis l'Aon Center).

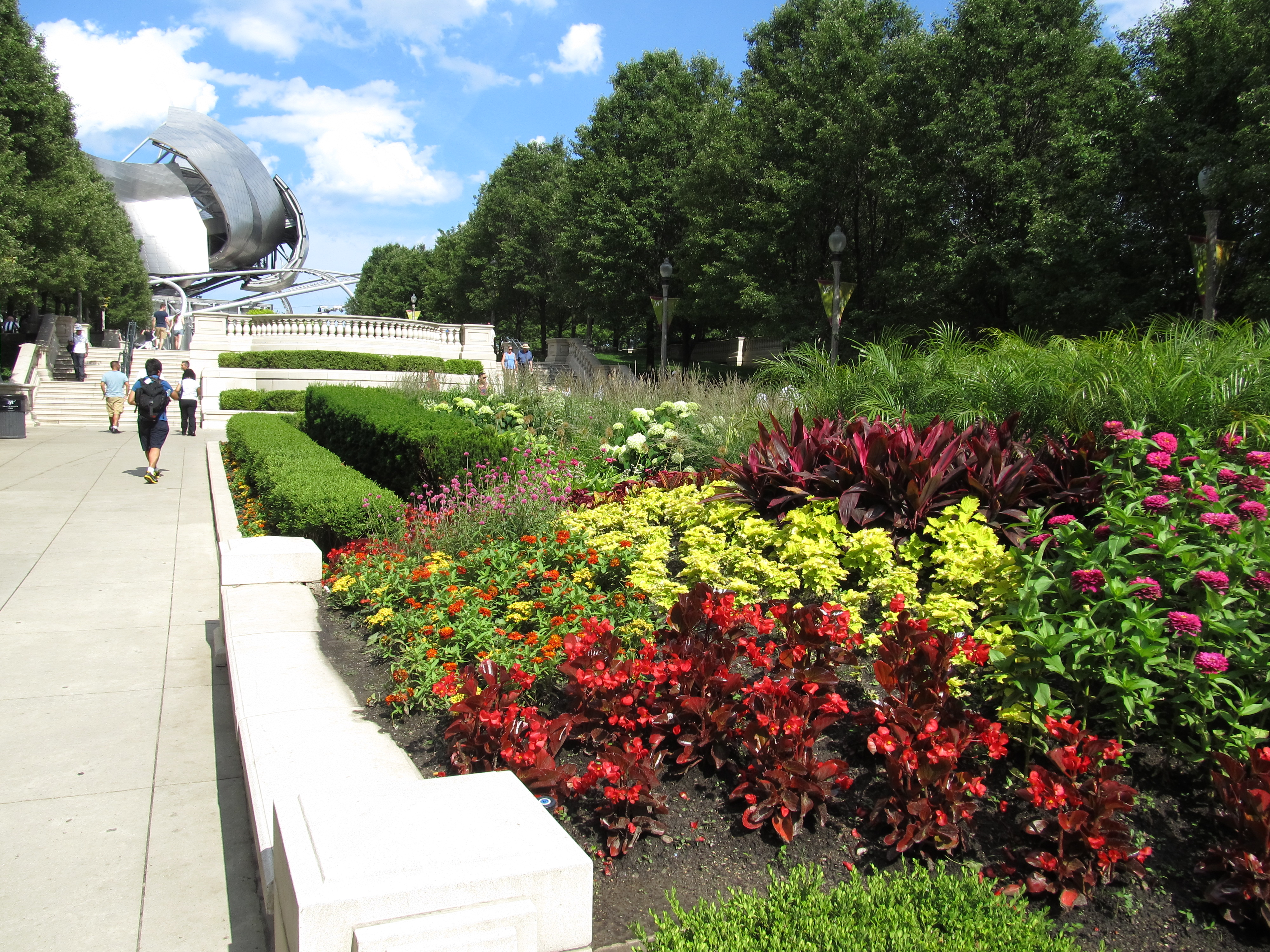
Une allée de Millennium Square menant au pavillon Jay Pritzker.

En 1997, la ville de Chicago reprit le contrôle des anciennes friches ferroviaires et de la gare de triage de l'Illinois Central Railroad situées à l'angle nord-ouest de Grant Park (jusqu'alors propriété de la compagnie de chemin de fer) et envisagea la reconversion de cette zone sans projet défini. C'est en 1999 que le conseil municipal de Chicago dévoila au public l'un de ces grands projets de ville : l'extension de Grant Park par la création du Millennium Park, un parc moderne doté de nombreux aménagements. Le parc se connecte au reste de Grant Park par la passerelle BP et le Nichols Bridgeway,.
D'une superficie de 99 000 m2, ce parc a été voulu par Richard M. Daley, maire de Chicago de 1989 à 2011. Les travaux ont commencé au mois de juin 1999 et ont été achevés au début de l'année 2004. Millennium Park a ouvert au public le 16 juillet 2004 après cinq ans de travaux et a été inauguré par une cérémonie et des festivités qui rassemblèrent plus de 300 000 personnes. Il est l'une des attractions incontournables de la ville.
Le Millennium Park comprend :
- la Crown Fountain, deux fontaines interactives hautes de 15 mètres ;
- le pavillon Jay Pritzker, un kiosque à musique d'une capacité de 11 000 places ;
- la Cloud Gate, une sculpture monumentale haute de 10 mètres ;
- le Lurie Garden, un jardin botanique ;
- la passerelle BP, une passerelle piétonne passant au dessus de Columbus Drive ;
- le McCormick Tribune Plaza, une place polyvalente ;
- le théâtre Harris, une salle de spectacle d'une capacité de 1 525 personnes.

### L'Art Institute of Chicago
Deuxième plus grand musée d'art du pays après le Metropolitan Museum of Art de New York, l'Art Institute of Chicago (en français « Institut d'art de Chicago ») abrite l'une des plus importantes collections d'art des États-Unis. Ouvert au public depuis 1879, le musée fut établi initialement à l'angle sud-ouest de State Street et de Monroe Street. Depuis 1893, il se trouve à Grant Park juste au sud du Millennium Park. Le musée est particulièrement renommé pour ses collections de peintures impressionnistes et post-impressionnistes. Selon un consensus bien établi, ces collections arrivent juste après celles du musée d'Orsay par leur importance.
En 2014, le site d'avis et de conseils touristiques Tripadvisor a classé l'Art Institute of Chicago « meilleur musée du monde ». Une campagne de communication à la tonalité décalée, visant à faire connaître cette distinction en mettant en scène l'index tendu en mousse (Foam finger) des supporters sportifs américains, a été organisée en 2015 par le musée dans la ville de Chicago et sur les réseaux sociaux.

### Buckingham Fountain

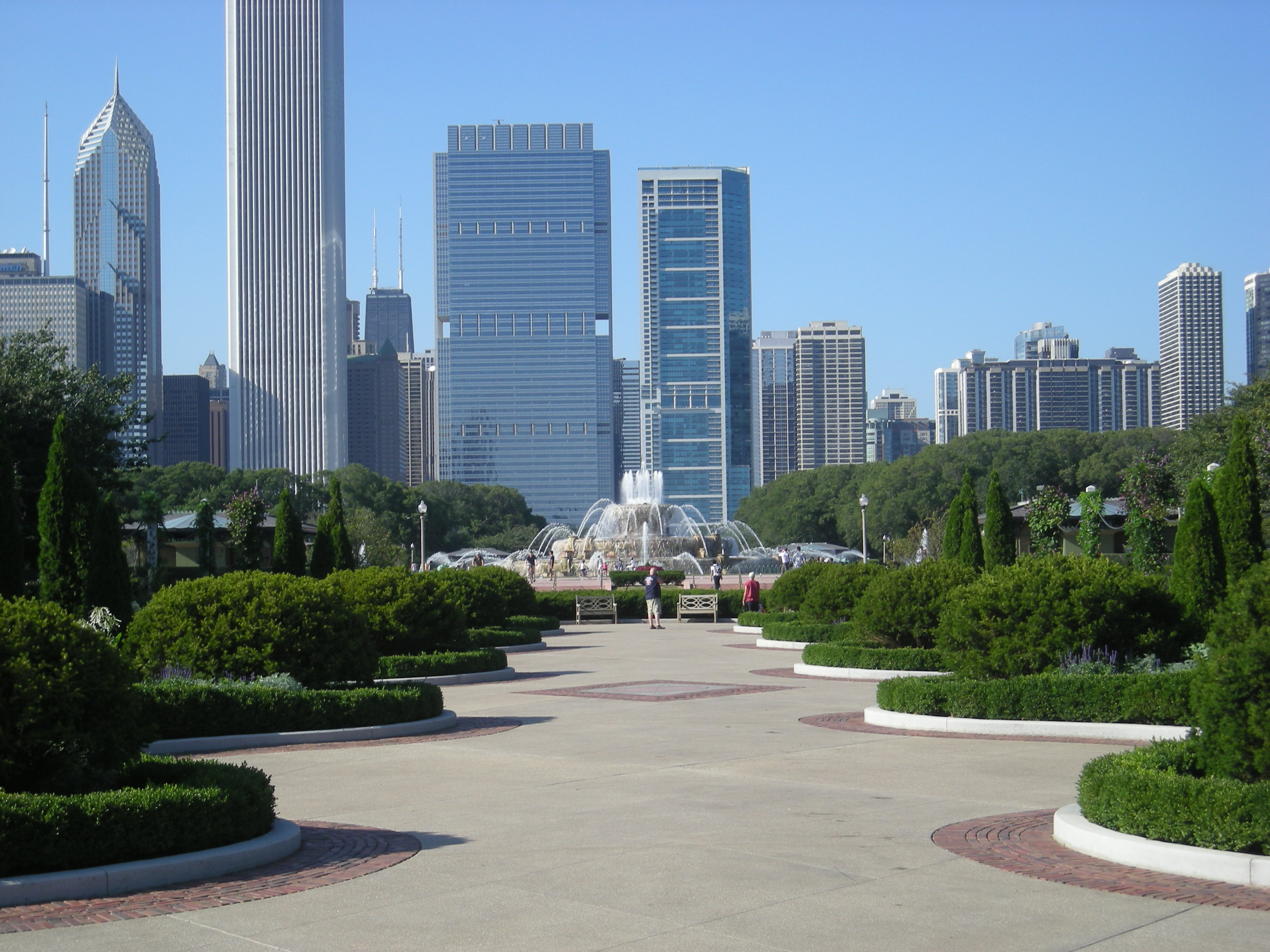
La Buckingham Fountain.

Buckingham Fountain est l'une des plus grandes fontaines au monde. Pièce centrale de Grant Park, la Buckingham Fountain est située sur Columbus Drive et Congress Parkway, en bordure du lac Michigan. De style Beaux-Arts, la fontaine a été conçue par l'architecte-urbaniste Edward H. Bennett et le sculpteur Jacques Lambert, sur le modèle du parterre de Latone, dans les jardins de Versailles. Son nom vient de Kate Buckingham, qui est à l'origine d'une donation de 300 000 dollars destinés à assurer la maintenance de la fontaine. Elle est inaugurée le 26 août 1927 et fonctionne tous les jours entre 8h00 et 23h00, de mi-avril à mi-octobre. Elle contient quelque 5,7 millions de litres d'eau et possède un total de 193 jets.

### Museum Campus
Attenant au Grant Park, dans son coin sud-est, le Museum Campus (parfois appelé Museum Park - « parc des musées ») est un espace vert d'une superficie de 23 hectares situé entre le lac Michigan à l'est, la voie rapide de Lake Shore Drive à l'ouest, et le stade de Soldier Field au sud, dans le secteur de Near South Side. Il fut créé dans les années 1990 par le Chicago Park District pour transformer et mettre en valeur le cadre de ces trois institutions en parc boisé aménagé en promenade. Un isthme étroit le long de la Solidarity Drive, dominé par des sculptures néo-classiques en l'honneur de Kościuszko, Havlíček et Nicolas Copernic, se connecte à Northerly Island (sur le site de l'ancien aéroport de Meigs Field) à hauteur du planétarium qui est rattaché au continent dans l'est du Museum Campus. Les musées, tous dédiés aux sciences naturelles, figurent parmi les destinations les plus prestigieuses de la ville : 
- Planétarium Adler (Adler Planetarium) ;
- Musée Field d'Histoire Naturelle (Museum Field of Natural History) ;
- Aquarium John G. Shedd (Shedd Aquarium).

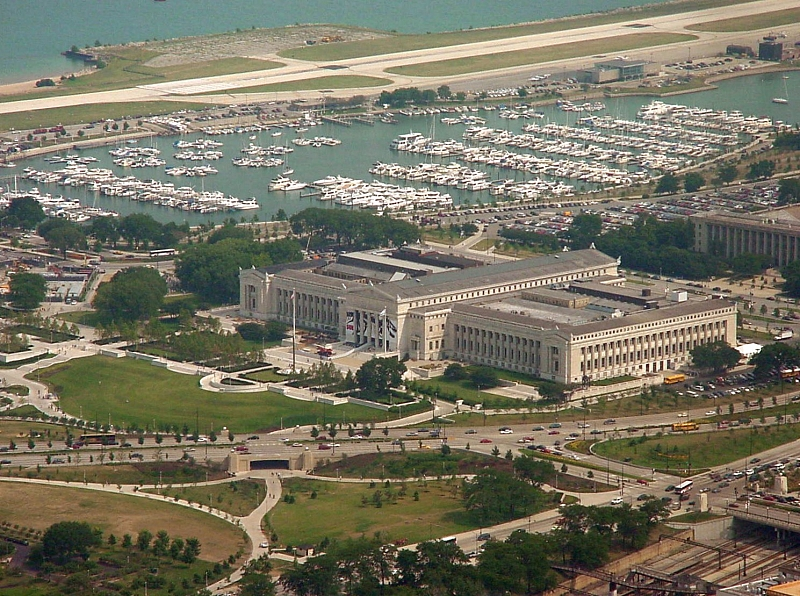
Musée Field.
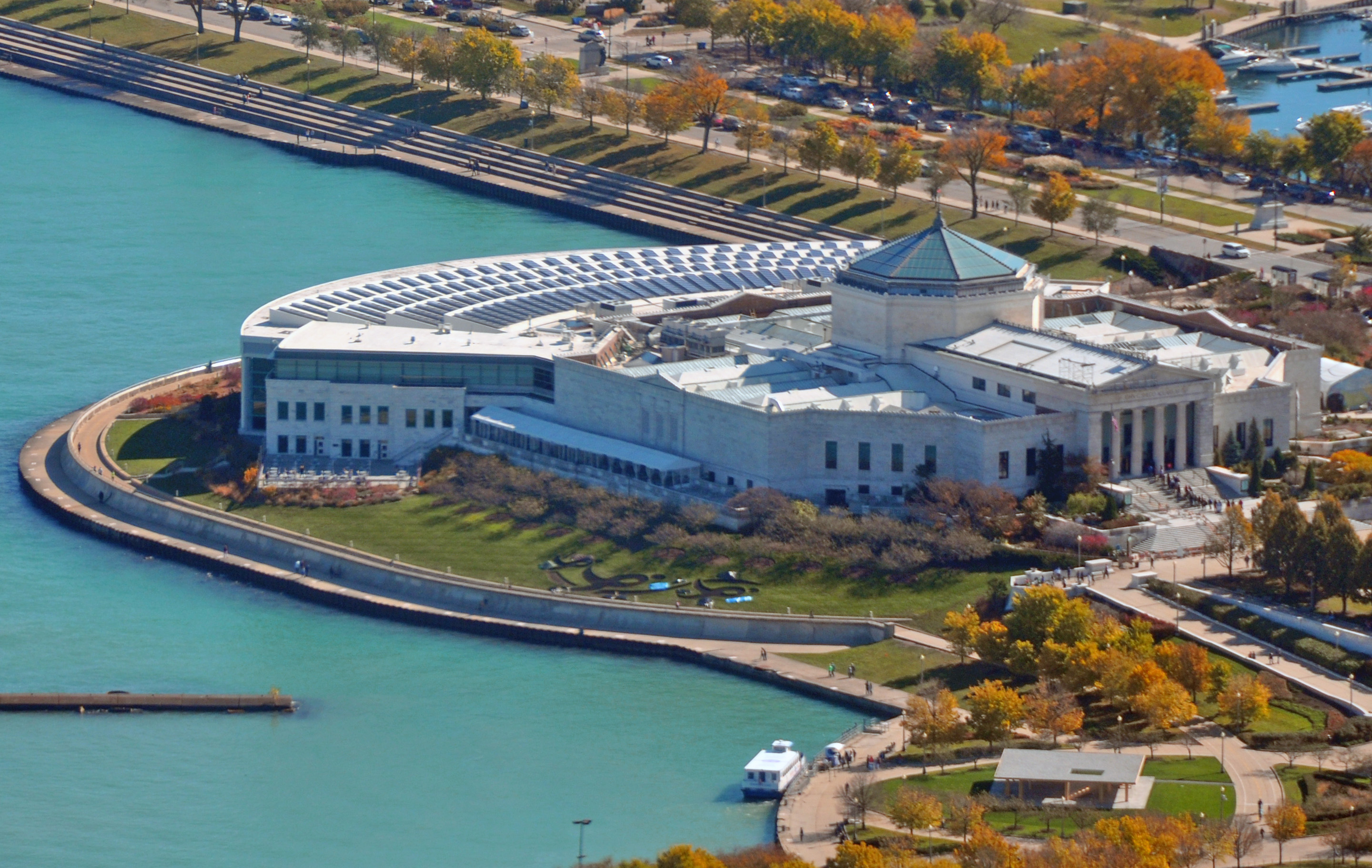
Aquarium John G. Shedd.
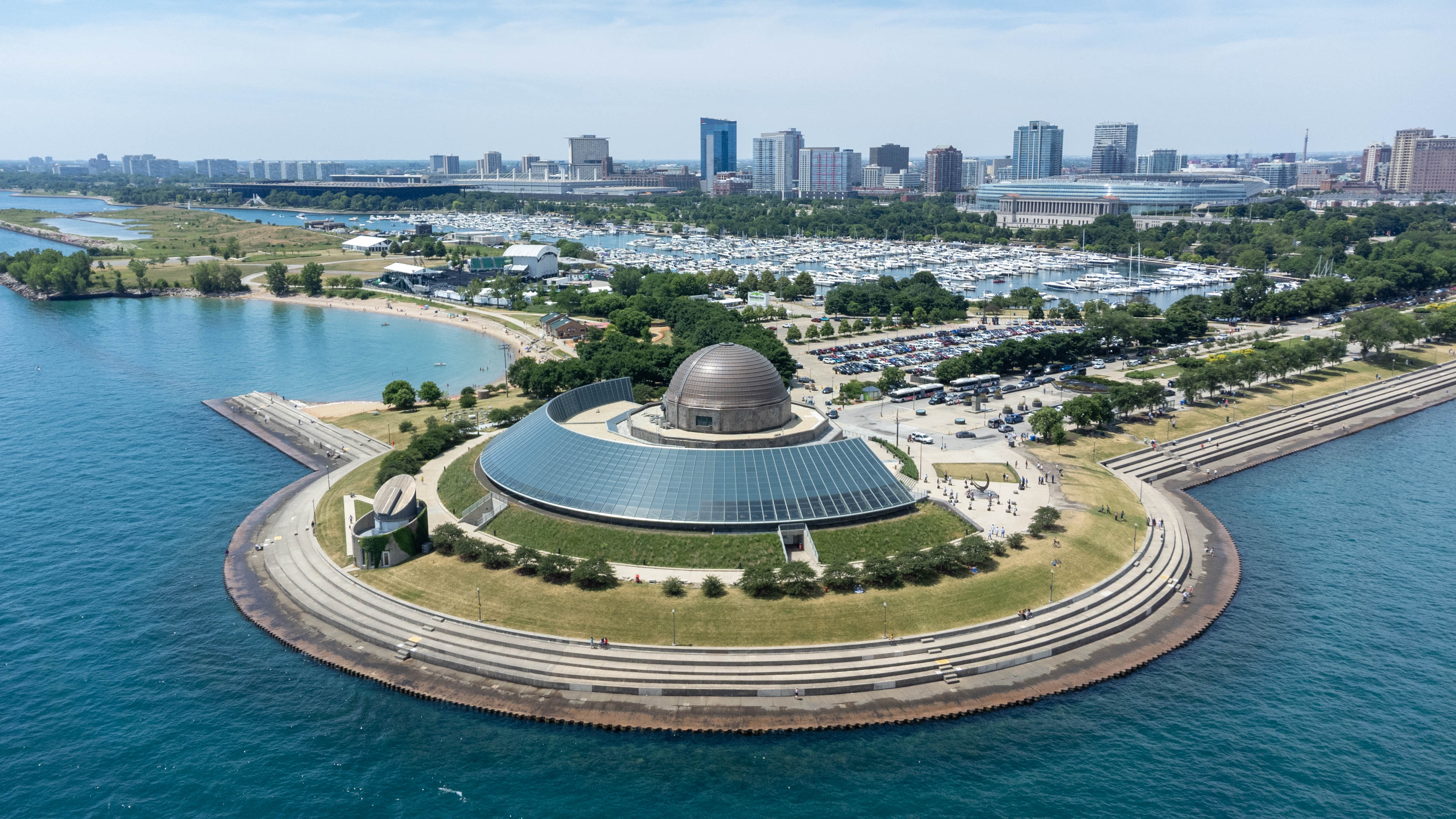
Planétarium Adler.
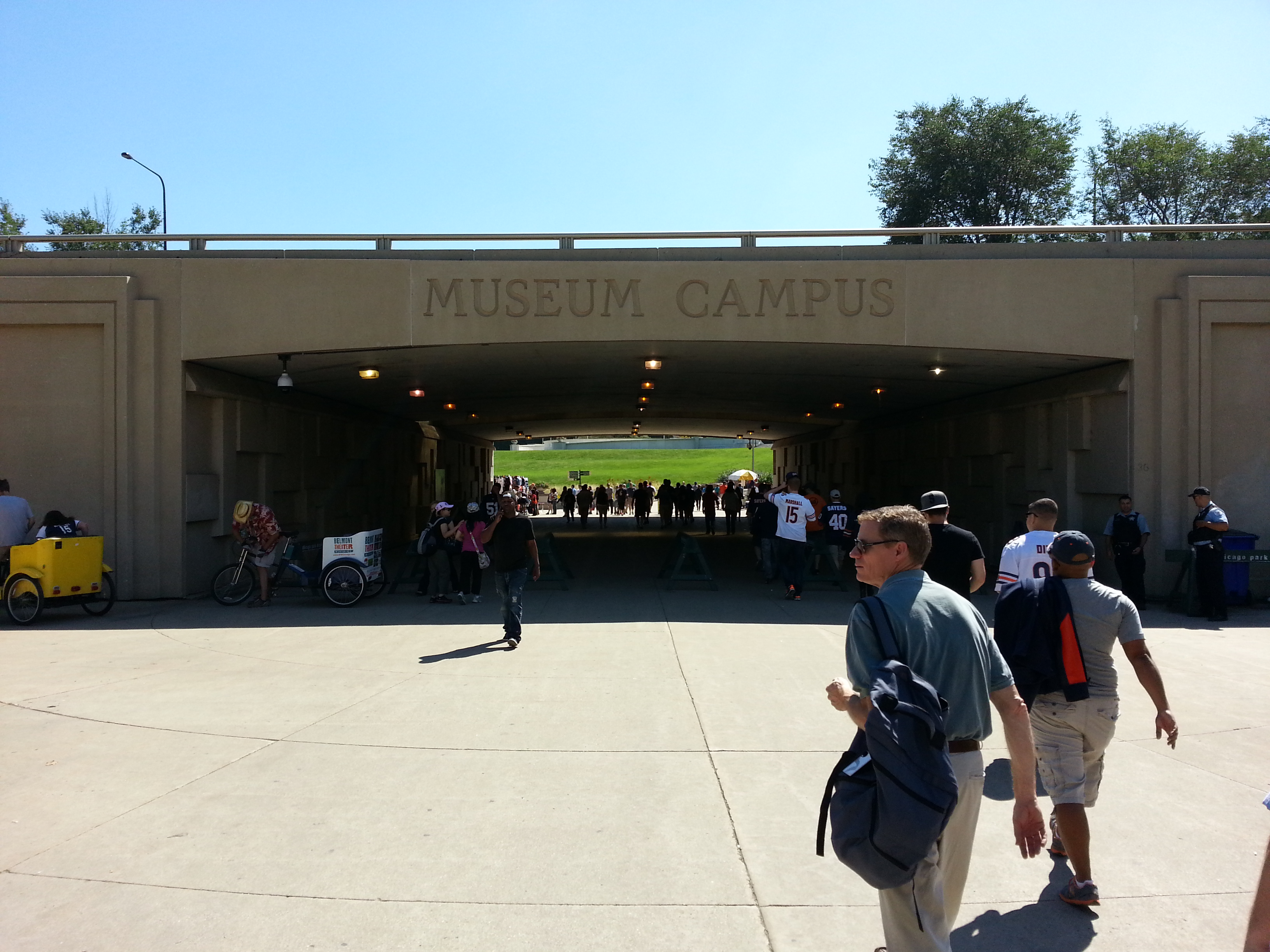
Tunnel passant sous Lake Shore Drive et permettant la liaison entre Grant Park et le Museum Campus.

### Manifestations culturelles
Grant Park est le lieu de nombreuses manifestations culturelles dont des concerts, des festivals mais aussi des représentations officielles. C'est à cet endroit que le 44e président des États-Unis Barack Obama a tenu son discours de victoire le jour de son élection dans la nuit du 4 novembre 2008. Chaque année depuis 1931, date de sa création, se tient le Grant Park Music Festival, une série annuelle de concerts de musique classique. Elle est la seule série de concerts de musique classique en plein air aux États-Unis. Le Chicago Jazz Festival est un festival de jazz populaire se déroulant sur quatre jours à Grant Park pour la célébration du jazz libre. Chaque année, le Taste of Chicago, le plus grand festival de la gastronomie du monde s'y déroule durant cinq jours au mois de juillet. Enfin, depuis 2005, le festival de musique Lollapalooza se déroule à Grant Park et y accueille des groupes comme les Pixies, Rage Against the Machine, Daft Punk, Red Hot Chili Peppers, Nada Surf, Weezer ou encore Manu Chao.
- Chicago Jazz Festival, festival de jazz créé en 1979 ;
- Grant Park Music Festival, festival de musique classique ;
- Taste of Chicago, festival gastronomique ;
- Lollapalooza, festival de musique rock, hard rock, électronique, underground, trip-hop…

### Chicago Lakefront Trail
Le Chicago Lakefront Trail (connu sous l'acronyme « LFT ») est un sentier arboré polyvalent de 29 kilomètres de long situé en bordure du lac Michigan, sur le territoire de la ville de Chicago. Il est populaire auprès des cyclistes, des joggeurs et des promeneurs. Il est conçu pour promouvoir les déplacements à vélo. Du nord au sud, il traverse Lincoln Park, Grant Park, Museum Campus, Burnham Park, Harold Washington Park et Jackson Park.

## Dans la culture populaire

### Au cinéma
- The Weather Man (2005), film de Gore Verbinski avec Nicolas Cage.
- Dérapage (2005), film de Mikael Håfström avec Clive Owen, Jennifer Aniston et Vincent Cassel.
- Entre deux rives (2006), film de Alejandro Agresti avec Keanu Reeves et Sandra Bullock.
- I Want Someone to Eat Cheese With (2006), film de Jeff Garlin avec Dan Castellaneta.
- Le Chantage (2007), film de Mike Barker avec Pierce Brosnan et Maria Bello.
- Source Code (2011), film de Duncan Jones avec Jake Gyllenhaal et Vera Farmiga.

## Galerie d'images

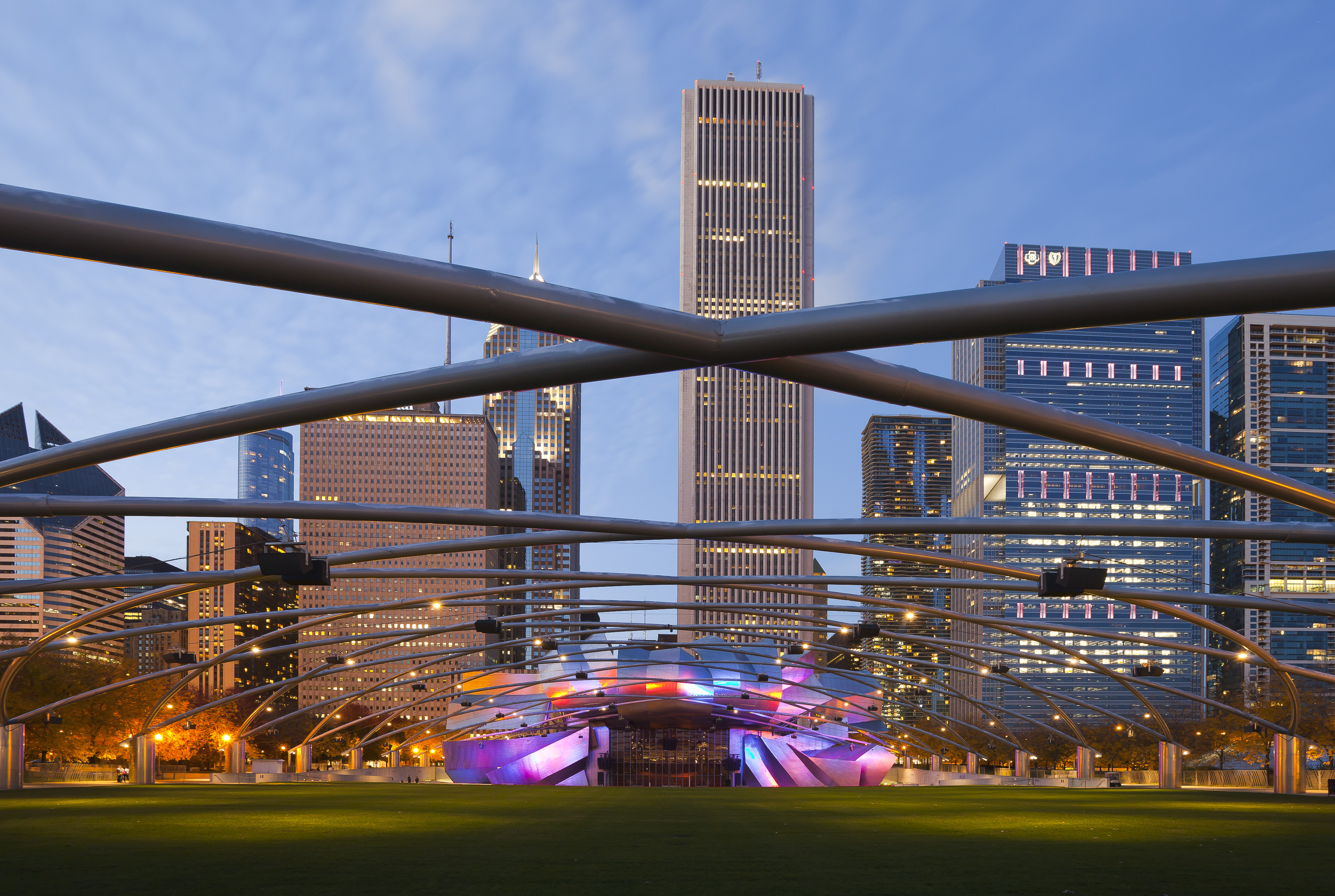
Le pavillon Jay Pritzker.
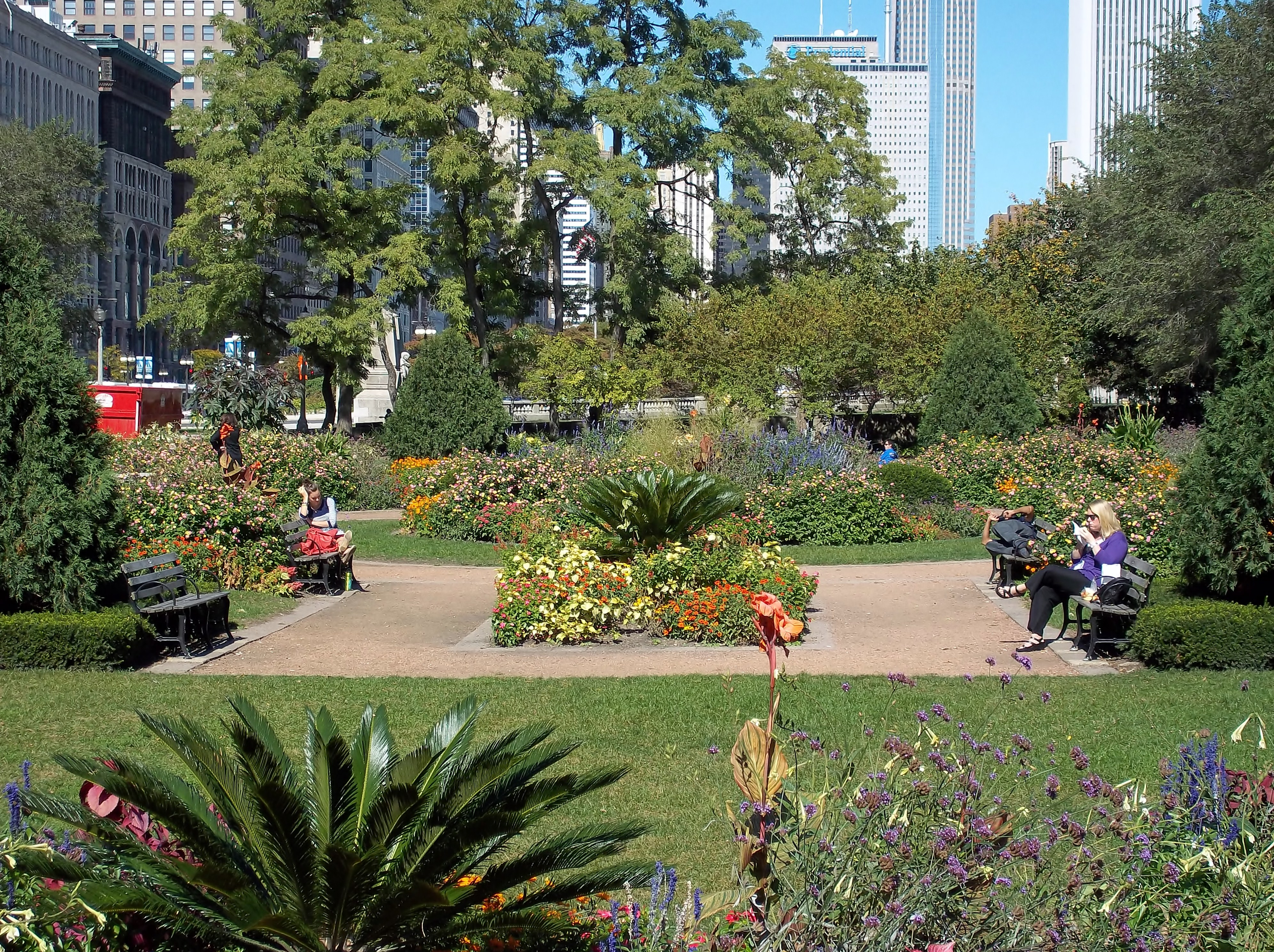
Un jardin dans Grant Park.
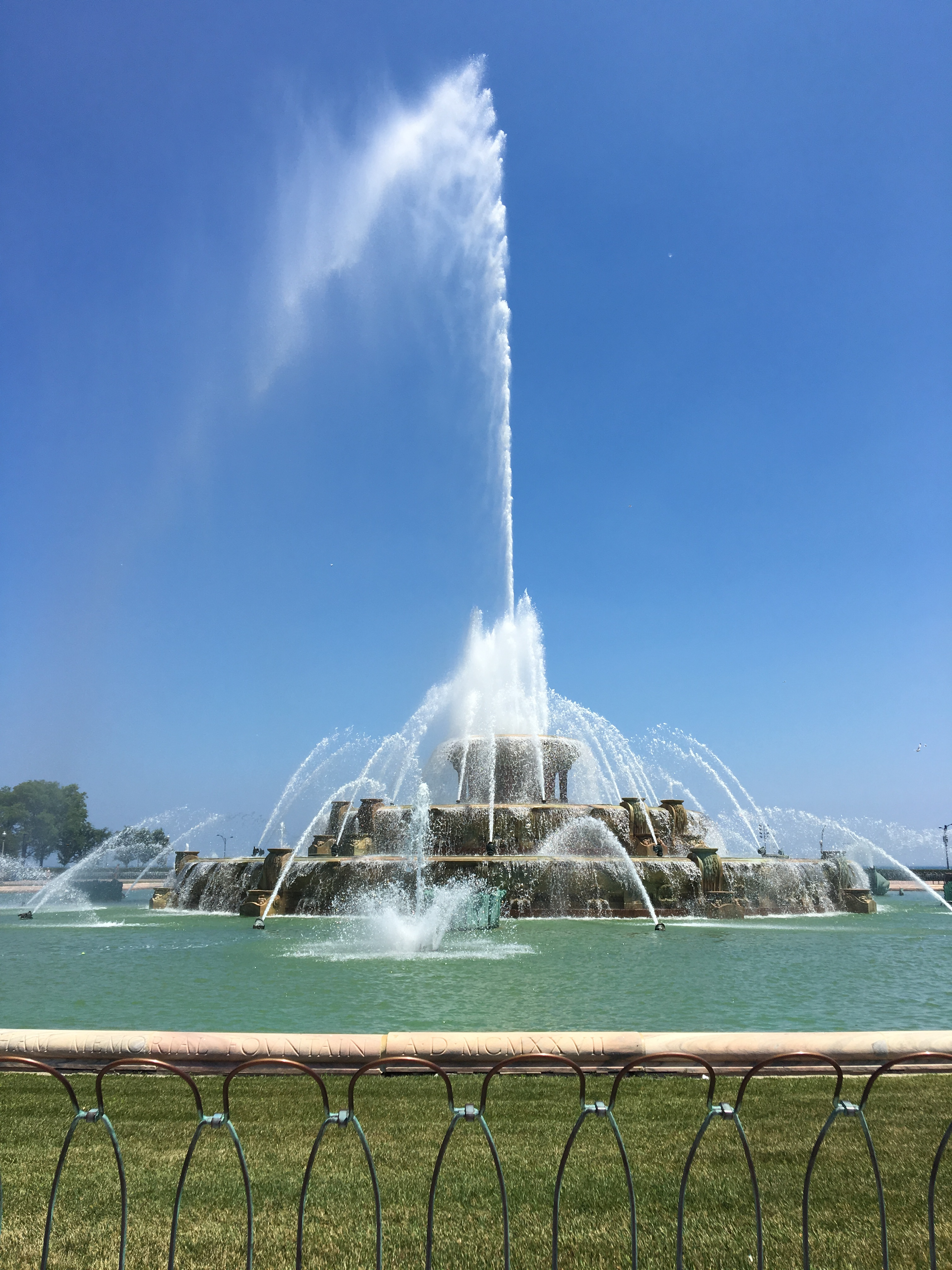
La Buckingham Fountain.
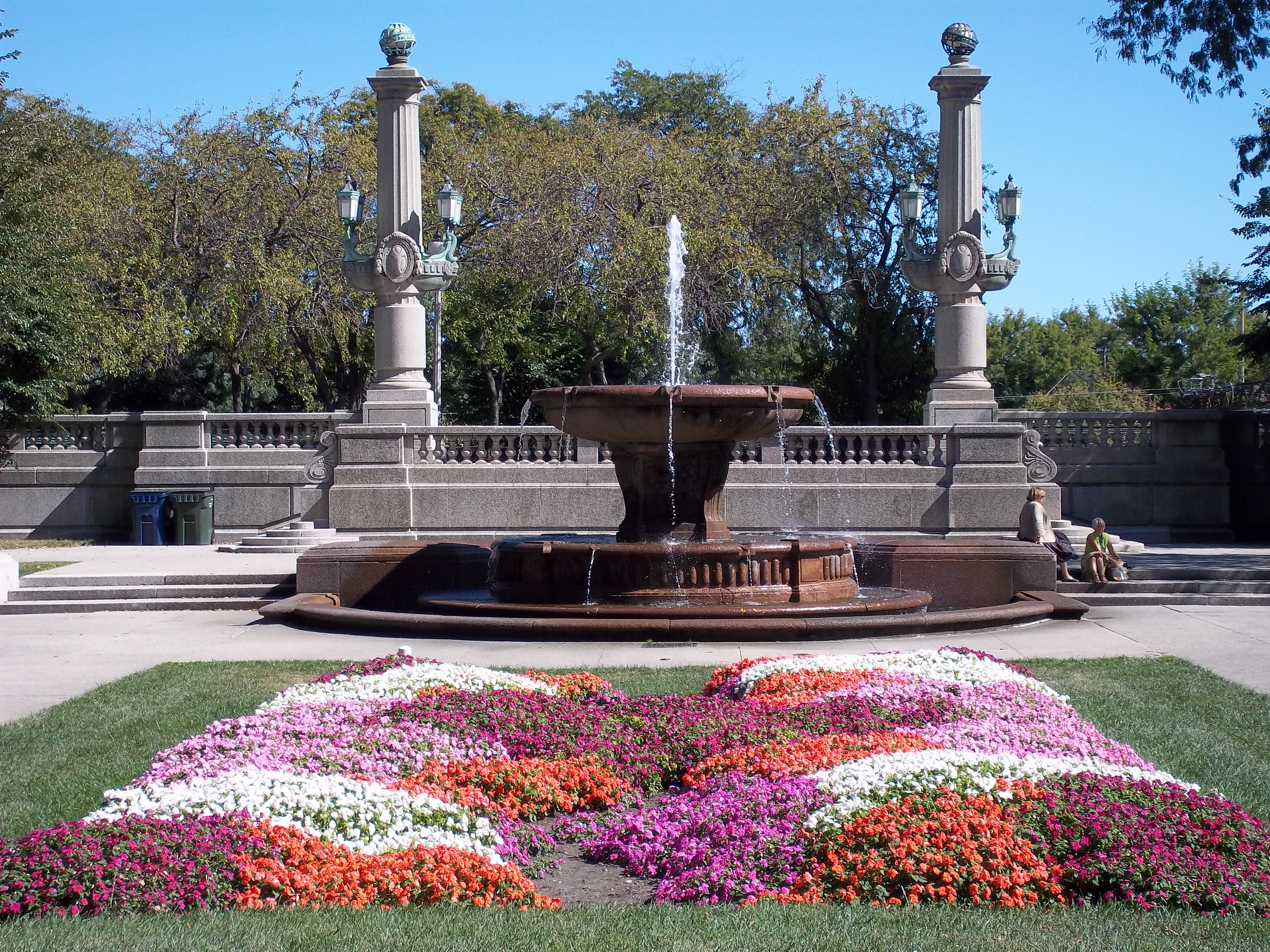
Fontaine et jardin.
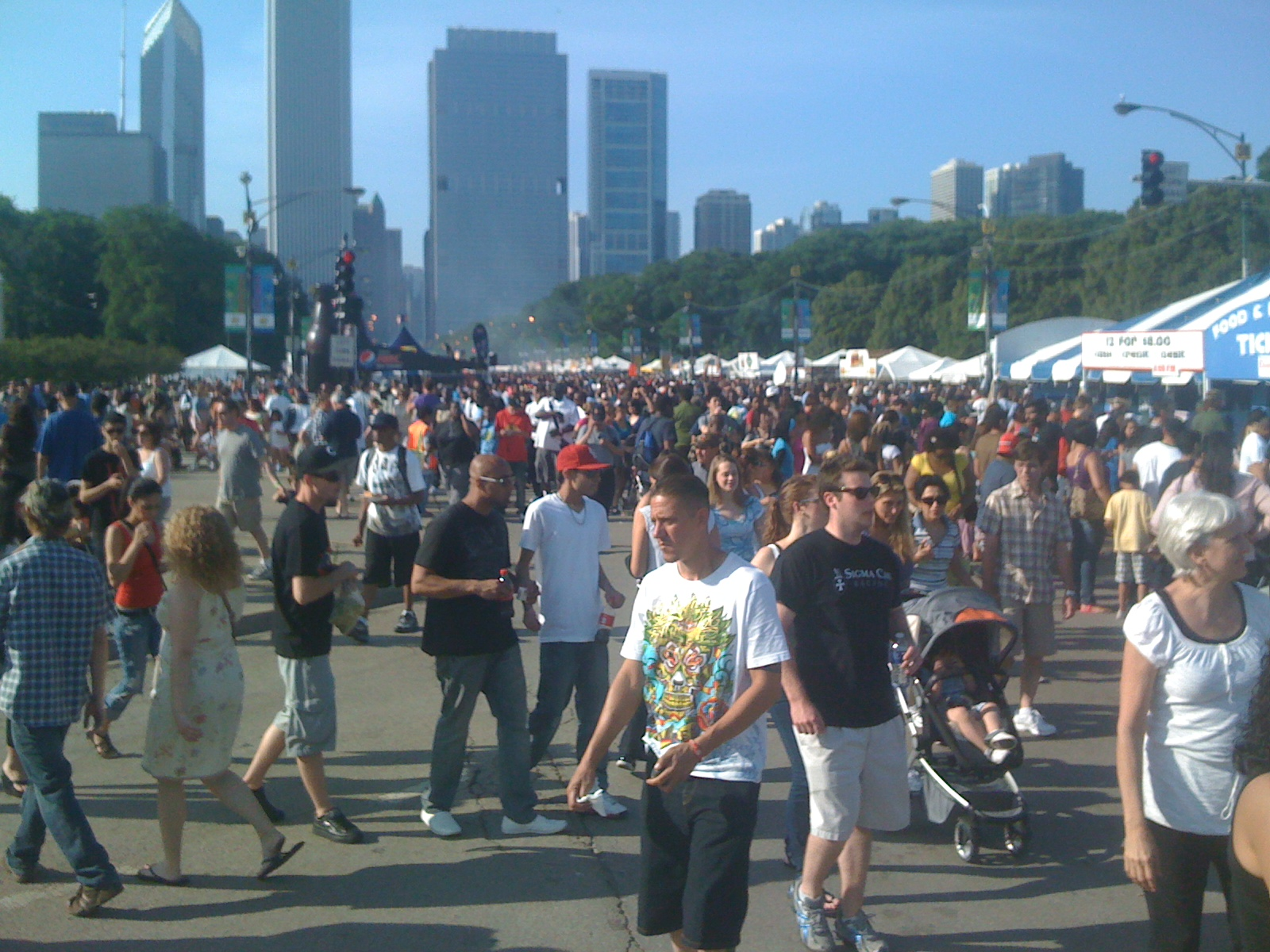
Foule durant le Taste of Chicago.
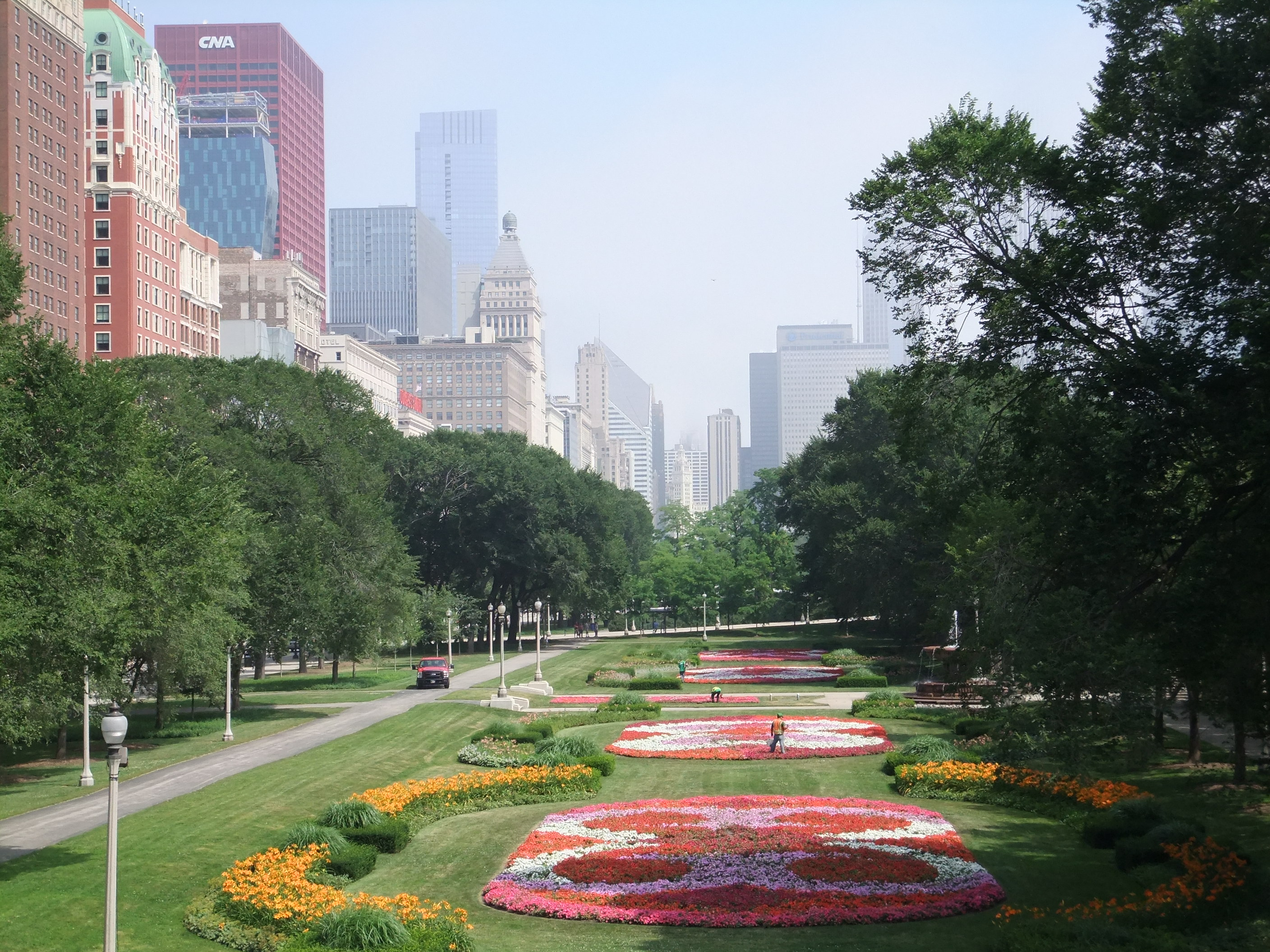
Allées du parc.
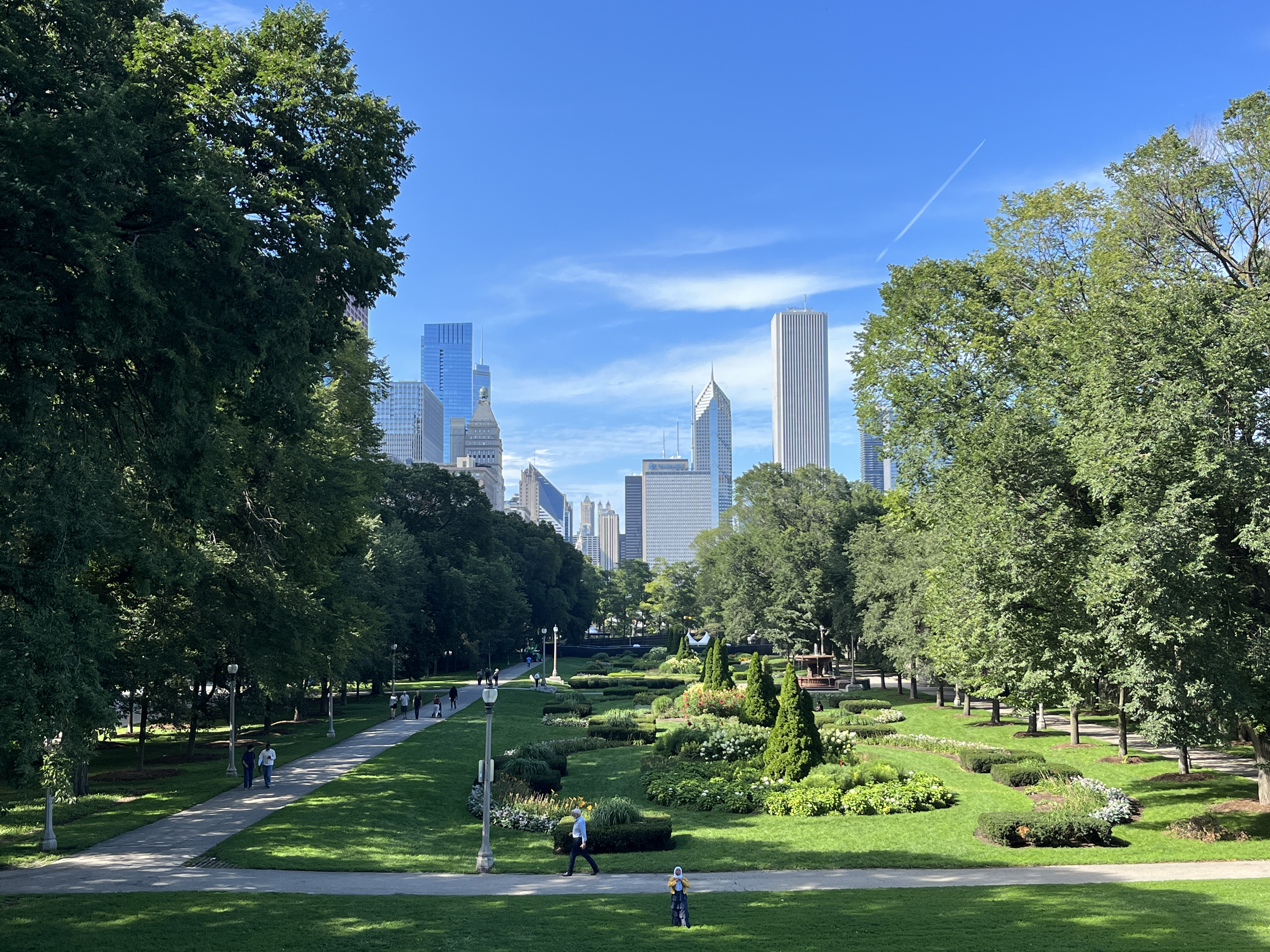
Autres promenades du parc.
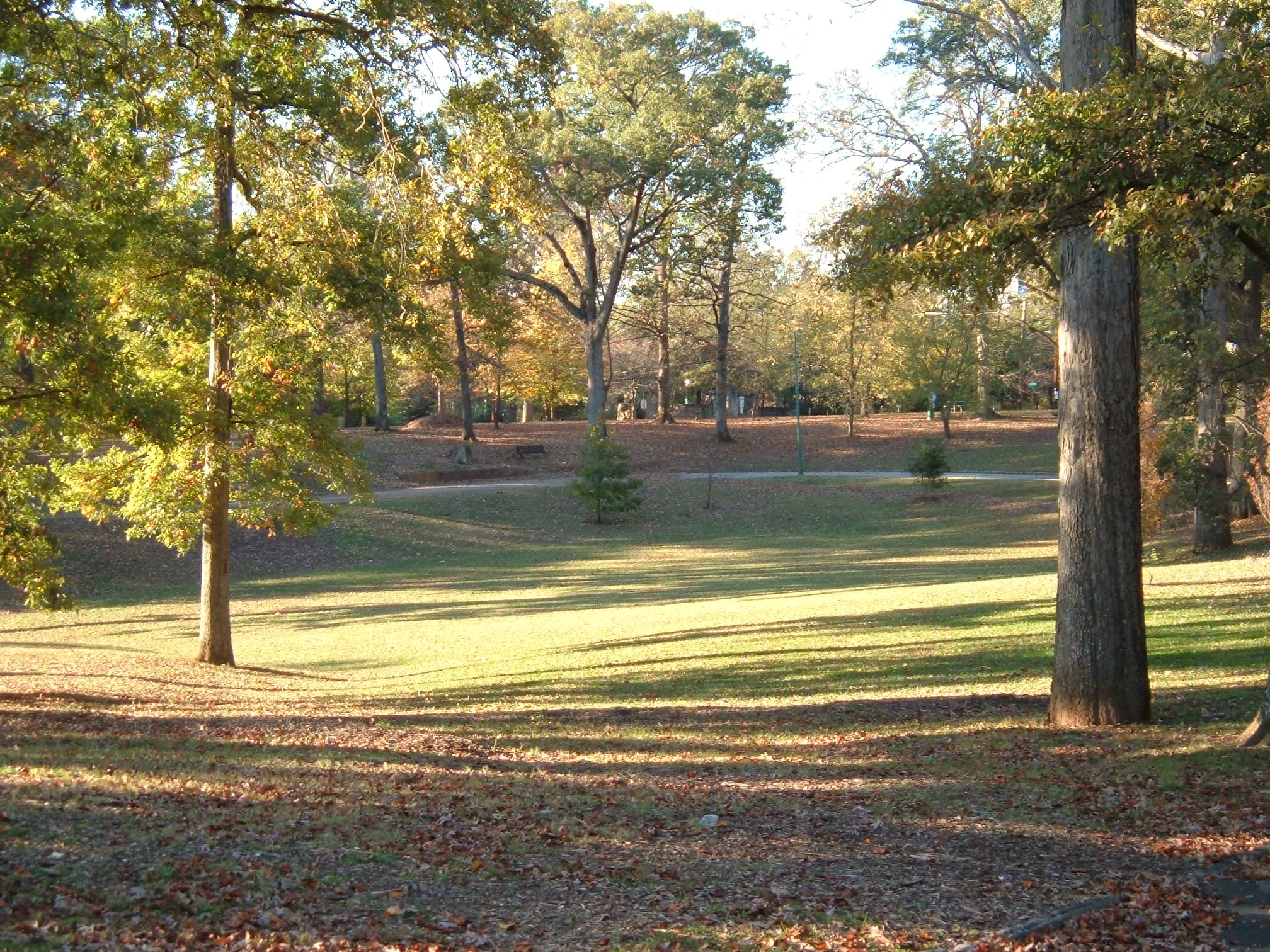
Coin boisé du parc.
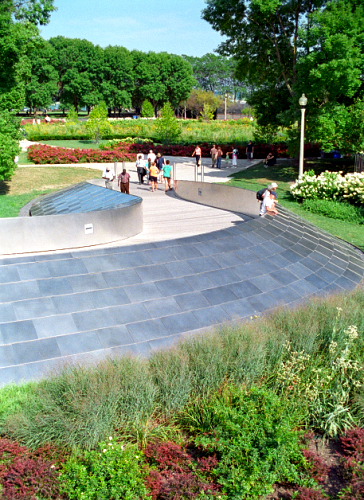
La passerelle BP.
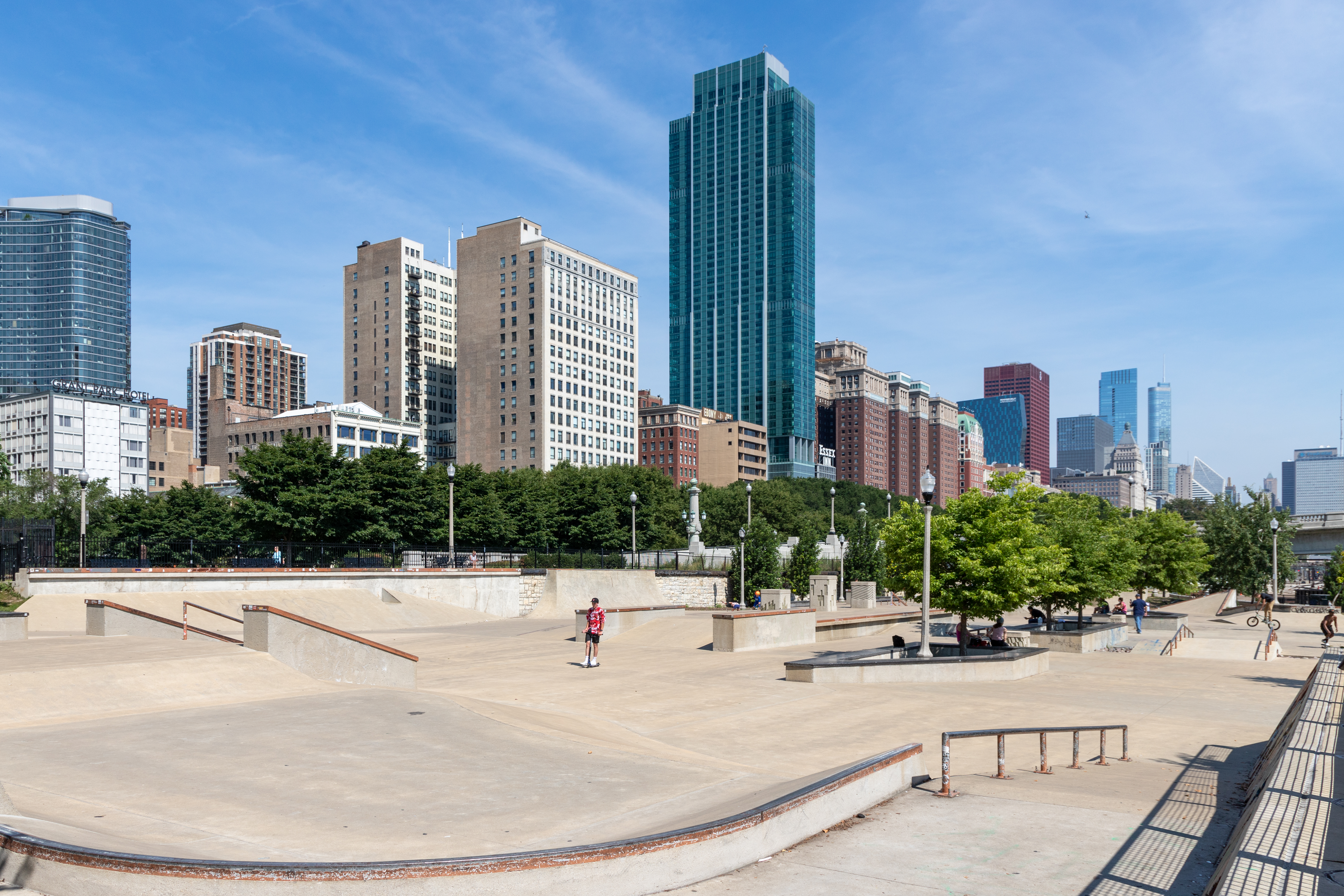
Le Grant Skate Park.